# Placówka Straży Granicznej I linii „Skrodzkie”
Placówka Straży Granicznej I linii „Skrodzkie” – jednostka organizacyjna Straży Granicznej pełniąca służbę ochronną na granicy polsko-niemieckiej w okresie międzywojennym.

## Formowanie i zmiany organizacyjne
Rozporządzeniem Prezydenta Rzeczypospolitej Polskiej Ignacego Mościckiego z 22 marca 1928 roku, do ochrony północnej, zachodniej i południowej granicy państwa, a w szczególności do ich ochrony celnej, powoływano z dniem 2 kwietnia 1928 roku  Straż Graniczną.
Rozkazem nr 1 z 12 marca 1928 roku w sprawach organizacji Mazowieckiego Inspektoratu Okręgowego Naczelny Inspektor Straży Celnej gen. bryg. Stefan Pasławski określił strukturę organizacyjną komisariatu SG „Rajgród”. Placówka Straży Granicznej I linii „Skrodzkie” znalazła się w jego strukturze.

## Służba graniczna
W 1928 roku placówka ochraniała odcinek granicy państwowej długości około 6,5 kilometra. 
Jej prawa granica rozpoczynała się od słupa granicznego nr 171, dalej m. Tworki, do m. Czarna Wieś. 
Lewa granica do słupa granicznego nr 164, dalej m. Kołaki (wył.), do m. Danowo Nowe (wył.).
Po reorganizacji placówka ochraniała odcinek granicy państwowej długości około 8 kilometrów.
Sąsiednie placówki
- placówka Straży Granicznej I linii „Okoniówek” ⇔ placówka Straży Granicznej I linii „Kosówka” − 1928

## Działania w kampanii wrześniowej
6 września, z uwagi na  dogodny do obrony teren, załoga placówki SG „Skrodzkie” przegrupowała się w okolice Czarnej Wsi. Kanał łączący jezioro Rajgrodzkie z łąkami pod Kosiłami spełniał rolę rowu przeciwczołgowego. W razie potrzeby można było otworzyć śluzę i wodą z jeziora zalać okoliczne łąki. Nasypy kanału były dogodnym miejscem do obserwacji i obrony.
Z uwagi na brak aktywności wojsk niemieckich zdecydowano  wykonać wypad na teren Prus Wschodnich. W rejon Czarnej Wsi ściągnięto dodatkowe siły z Rajgrodu i z Tamy. Pierwsza grupa wypadowa miała maszerować od strony Tworek po Skrodzkie, druga od strony jeziora przez Tworki. Atak zaplanowano na godziny nocne 12 września. Pierwsza grupa wyruszyła z Czarnej Wsi już po południu. Około 21:00 dołączyła do niej grupa z Rajgrodu. Rozwinięto tyralierę od lasu przez Tworki w kierunku Skrodzkich. Koło Zawad Niemcy zauważyli atakujących strażników i otworzyli ogień z karabinów maszynowych. Brawurowo prowadzone natarcie polskie uzyskało powodzenie. Zdobyto karabin maszynowy i wyparto hitlerowców z ich pozycji. Oddział dotarł do skrzyżowania dróg na Prostki w Kopijkach, a jego patrole wyszły się aż po Wiśniewo Ełckie. W drodze powrotnej ściągnięto wiszącą na szkole flagę hitlerowską i zniszczono ją, a w odwecie za spaloną polską wieś Judziki, spalono stodołę pełną zboża.

## Kierownicy/dowódcy placówki
| stopień          | imię i nazwisko      | okres pełnienia służby |
| ---------------- | -------------------- | ---------------------- |
| starszy strażnik | Józef Smul           | IX 1928 –              |
| przodownik       | Marian Kęszycki      |                        |
| starszy strażnik | Aleksander Dąbrowski | był X 1936             |